# Sveti Silvan
Sveti Silvan, kršćanski mučenik i svetac koji je živio u četvrtom stoljeću. Njegovo tijelo je ostalo potpuno neraspadnuto i nalazi se u crkvi svetog Vlaha u Dubrovniku od 1847. godine. Na vratu ima veliki ožiljak, za koji se vjeruje da je prouzročio njegovo mučeništvo. Njegov spomendan je 30. srpnja.